# Associazione Sportiva Ambrosiana-Inter 1938-1939
Questa voce raccoglie le informazioni riguardanti l'Associazione Sportiva Ambrosiana-Inter nelle competizioni ufficiali della stagione 1938-1939.

## Stagione
In Serie A l'Ambrosiana-Inter giunge terza in campionato, 4 punti sotto i campioni d'Italia del Bologna, in Coppa Italia i nerazzurri portano a casa la prima Coppa Italia della propria storia, sconfiggendo in finale il Novara, nella Coppa dell'Europa Centrale la squadra esce ai quarti di finale contro lo Újpest, vincitore poi del torneo. La società compensò il ritiro di mister Armando Castellazzi con Tony Cargnelli, teorico del sistema (modulo che sostituisce il classico metodo danubiano), e fece ritornare Attilio Demaría dal Sudamerica. La squadra così rinnovata arrivò terza in Serie A e vinse la sua prima Coppa Italia nel 1938-39 battendo in finale il Novara per 2-1 con gol di Ferraris II e Frossi.

## Rosa
| N. |                      | Ruolo | Calciatore          |
| -- | -------------------- | ----- | ------------------- |
|    | Italia (bandiera)    | P     | Giuseppe Peruchetti |
|    | Italia (bandiera)    | P     | Orlando Sain        |
|    | Italia (bandiera)    | D     | Giuseppe Ballerio   |
|    | Italia (bandiera)    | D     | Celso Battaia       |
|    | Italia (bandiera)    | D     | Carmelo Buonocore   |
|    | Italia (bandiera)    | D     | Camillo Girotti     |
|    | Italia (bandiera)    | D     | Ugo Locatelli       |
|    | Italia (bandiera)    | D     | Duilio Setti        |
|    | Italia (bandiera)    | D     | Franco Colombo      |
|    | Italia (bandiera)    | D     | Costantino Sala     |
|    | Argentina (bandiera) | C     | Attilio Demaria     |
|    | Italia (bandiera)    | C     | Aldo Campatelli     |
|    | Italia (bandiera)    | C     | Enrico Candiani     |
|    | Italia (bandiera)    | C     | Giovanni Ferrari    |
|    | Italia (bandiera)    | C     | Ezio Meneghello     |

| N. |                      | Ruolo | Calciatore         |
| -- | -------------------- | ----- | ------------------ |
|    | Argentina (bandiera) | C     | Víctor Pozzo       |
|    | Italia (bandiera)    | C     | Renato Olmi        |
|    | Italia (bandiera)    | C     | Bruno Vale         |
|    | Italia (bandiera)    | C     | Sandro Puppo       |
|    | Italia (bandiera)    | C     | Lorenzo Suber      |
|    | Italia (bandiera)    | C     | Francesco Tagliani |
|    | Italia (bandiera)    | A     | Giuseppe Meazza    |
|    | Italia (bandiera)    | A     | Annibale Frossi    |
|    | Italia (bandiera)    | A     | Umberto Guarnieri  |
|    | Italia (bandiera)    | A     | Giorgio Barsanti   |
|    | Italia (bandiera)    | A     | Pietro Ferraris II |
|    | Italia (bandiera)    | A     | Vittorio Rovelli   |
|    | Italia (bandiera)    | A     | Piero Antona       |
|    | Argentina (bandiera) | A     | Antonio Ferrara    |
|    | Italia (bandiera)    | A     | Giovanni Busoni    |

## Statistiche di squadra
| Competizione | Punti | In casa | In casa | In casa | In casa | In casa | In casa | In trasferta | In trasferta | In trasferta | In trasferta | In trasferta | In trasferta | Totale | Totale | Totale | Totale | Totale | Totale | DR   |
| Competizione | Punti | G       | V       | N       | P       | Gf      | Gs      | G            | V            | N            | P            | Gf           | Gs           | G      | V      | N      | P      | Gf     | Gs     | DR   |
| ------------ | ----- | ------- | ------- | ------- | ------- | ------- | ------- | ------------ | ------------ | ------------ | ------------ | ------------ | ------------ | ------ | ------ | ------ | ------ | ------ | ------ | ---- |
| Serie A      | 37    | 15      | 10      | 4       | 1       | 39      | 14      | 15           | 4            | 5            | 6            | 16           | 23           | 30     | 14     | 9      | 7      | 55     | 37     | + 18 |
| Coppa Italia | -     | 3       | 3       | 0       | 0       | 4       | 1       | 3            | 2            | 1            | 0            | 5            | 3            | 6      | 5      | 1      | 0      | 9      | 3      | + 6  |
| Totale       | -     | 18      | 13      | 4       | 1       | 43      | 15      | 18           | 6            | 6            | 6            | 21           | 26           | 36     | 19     | 10     | 7      | 64     | 40     | + 24 |